# Te Rehutai
Te Rehutai es el yate de la clase AC75 que venció en la 36.ª edición de la Copa América. Su nombre significa «Brisa Marina» en maorí.
Navega bajo pabellón neozelandés y pertenece al equipo Team New Zealand, del Real Escuadrón de Yates de Nueva Zelanda.
Fue botado en Viaduct Harbour (Auckland) el 18 de noviembre de 2020.
Defendió con éxito la Copa en el Puerto de Waitemata, Auckland, ante el Luna Rossa del Círculo de Vela Sicilia.
En la 37.ª edición fue utilizado como barco de entrenamiento tras ser transportado desde Tauranga hasta Tarragona a bordo del mercante con bandera panameña ICE Glacier.